# Cazeneuve-Montaut
Cazeneuve-Montaut település Franciaországban, Haute-Garonne megyében. Lakosainak száma 90 fő (2022. január 1.). Cazeneuve-Montaut Aulon, Aurignac, Auzas, Bouzin, Proupiary, Saint-Élix-Séglan és Sepx községekkel határos.

## Népesség
A település népességének változása:
| Lakosok száma | 71   | 54   | 58   | 54   | 71   | 71   | 74   | 83   | 85   | 90   |
|               | 1968 | 1982 | 1990 | 2006 | 2013 | 2015 | 2017 | 2019 | 2020 | 2022 |